# Clementine Stockar-Escher

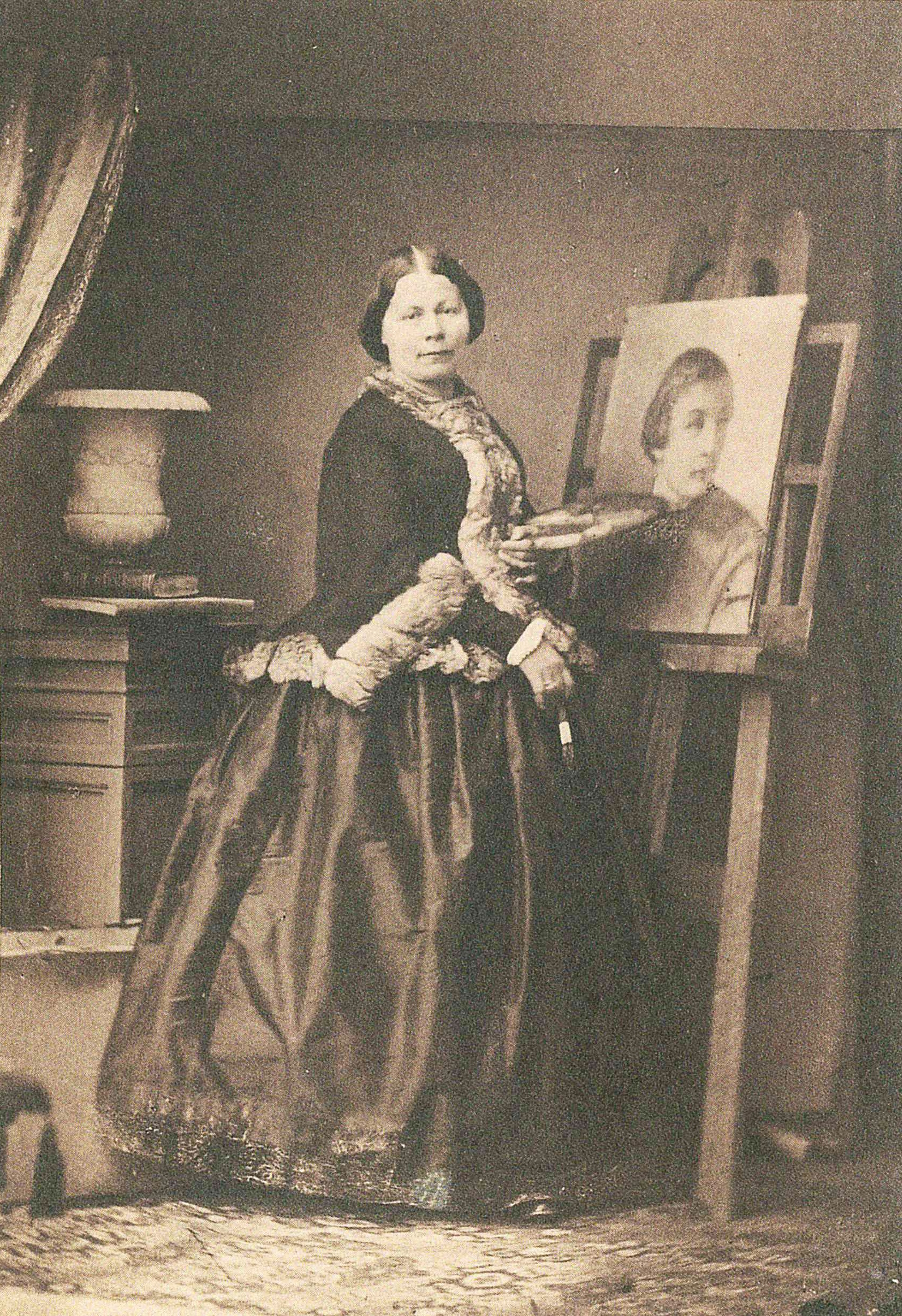
Clementine Stockar-Escher vor der Staffelei (1859)

Clementine Stockar-Escher (* 4. April 1816 in Zürich; † 17. Dezember 1886 ebenda) war eine Schweizer Aquarellistin und Zeichnerin.

## Leben
Clementine Stockar-Escher wurde als Tochter des wohlhabenden Kaufmanns Heinrich Escher im Haus zum Wolkenstein an der Kirchgasse 31 in der Altstadt von Zürich geboren. Dieser hatte sich, nachdem sein Vater Konkurs gegangen war, in Amerika zusammen mit seinem Bruder Friedrich ein ansehnliches Vermögen erworben, wobei schon die Zeitgenossen argwohnten, dieses sei durch Sklavenhandel zusammengekommen. Heinrich Escher entstammte einer der einflussreichsten regimentsfähigen Familien des Ancien Régimes; Clementines Mutter Henriette Lydia geborene Zollikofer von Altenklingen (1797–1868) kam aus einer bedeutenden St. Galler Kaufmannsfamilie. Clementines und ihr um drei Jahre jüngerer Bruder Alfred, der sich später als bedeutender Vertreter des Wirtschaftsliberalismus und Eisenbahnpionier einen Namen machte, erhielten zu Hause Unterricht von Privatlehrern. Ab 1831 wohnte die Familie im Landgut Belvoir in der der Stadt vorlagerten damaligen Gemeinde Enge, das ihr Vater hatte erbauen lassen.
1837 verehelichte Clementine sich mit dem aus einer Kaufmannsfamilien stammenden Kaspar Stockar (1812–1882). Dieser hatte sich in Freiberg und Berlin zum Bergrat ausbilden lassen. In die Schweiz zurückgekehrt, wurde er Besitzer des Kupferhammers und Eisendrahtzugs am Hegibach in Hirslanden, damals einem Vorort Zürichs. Von 1851 bis 1872 war er Ingenieur am Bergwerk Käpfnach in Horgen. Nach der Heirat zog das Ehepaar in eines der sogenannten Escherhäuser am Zeltweg 11 in Hottingen, die ihr Vater als gehobene Mietshäuser von Leonhard Zeugheer hatte erbauen lassen. Sie gingen nach Heinrich Eschers Tod in den Besitz der Tochter über, und hier lebte Clementine Stockar-Escher bis kurz vor ihrem Tod 1886. Der Ehe entsprangen zwei Söhne: Armin (1839–1909) und Egbert (1842–1903). Clementine, die nach einem Brand ins damalige Grandhotel Bellevue gezogen war, starb wenig später an Lungenentzündung und liegt auf dem Privatfriedhof Hohe Promenade bestattet.
Über ihr Privatleben ist sonst wenig bekannt, aber immerhin lassen sich ihre (wenigen) Reisen aus ihren Aquarellen und Skizzenbüchern erschliessen. Ein anonymer Text, der 1937 in der Zürcher Illustrierten erschien, berichtet, dass Clementine Stockar-Escher «fast nur ihrer Malerei» lebte und «die Natur mehr als menschliche Gesellschaft» schätzte, «in der sie keine Rolle zu spielen begehrte». «Lieber als Salons und Ballsäle» seien ihr «das kleine Atelier» gewesen. Allerdings bewegte sich Stockar-Escher durchaus in den üblichen gesellschaftlichen Konventionen. So ist belegt, dass das Ehepaar Stockar-Escher etwa an das Privatkonzert eingeladen war, das Richard Wagner in der Villa Wesendonck zu Ehren des Geburtstags von Otto Wesendonck gab, und 1872 war das Paar am Tonhallemaskenball zugegen, wie man dank einem Portrait weiss.

## Schaffen

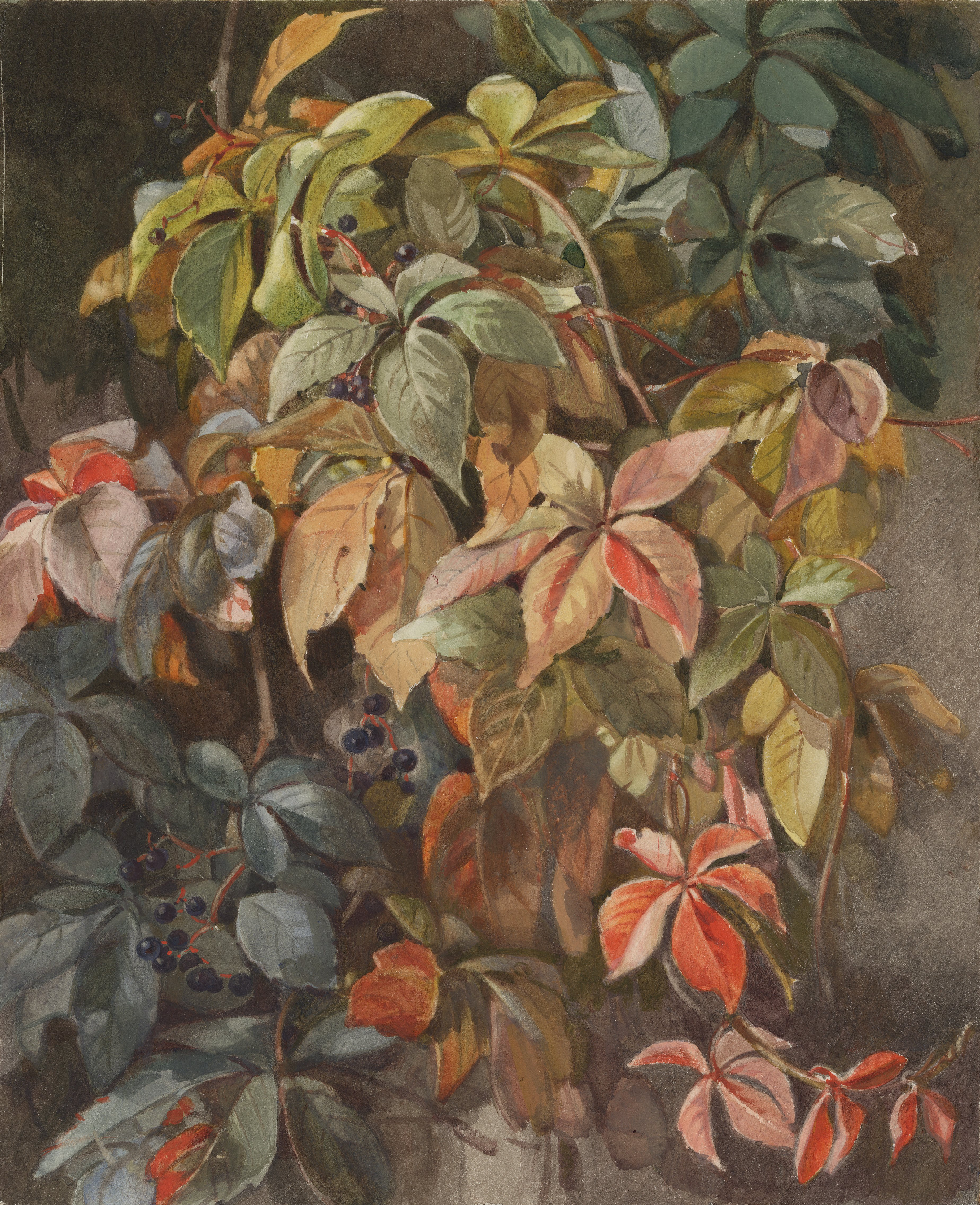
Clementine Stockar-Escher: Blattwerk Wilder Wein, Aquarell, 1875

### Ausbildung
Stockar-Escher war weitgehend Autodidaktin. Kunstakademien waren damals Frauen verschlossen, und private Lehranstalten für Künstlerinnen kamen erst im letzten Drittel des 19. Jahrhunderts auf. Es war ihr Glück, in eine kunstaffine Familie geboren worden zu sein, und sie wurde auch von ihrem Ehemann gefördert. Eine gewissen Schulung soll sie immerhin durch die Architekten Johann Heinrich und Hermann Reutlinger sowie durch einen Freund ihres Mannes, Franz Xaver Winterhalter, bekommen haben, weshalb sie in der Literatur zuweilen als Schülerin Winterhalters bezeichnet wird. Als weiterer Lehrer wird Johann Jakob Ulrich, ein Freund ihres Bruders Alfred. In den 1860er- oder 1870er-Jahren hatte Stockar-Escher mit Anna Susanna Hoffmann-Stacher selbst eine Schülerin, die sie in Aquarellmalerei unterrichtete.

### Künstlerisches Schaffen
Stockar-Escher hatte ihr Atelier in den Hinteren Escherhäusern eingerichtet. Hier habe sie einen «beträchtlichen Teil jeden Tages» zugebracht. Ihr Frühwerk umfasste Stillleben, später entstanden auch Porträts und Genrebilder. Inspirationsquelle für ihre Stillleben mit Blumen, Früchten und Vögeln waren die Gewächshäuser, Parkanlagen und Blumenbeete des väterlichen Belvoirparks. Von ihr porträtiert wurden etwa aus ihrer Familie ihre Söhne Armin und Egbert, ihr Bruder Alfred Escher und ihre Nichte Lydia Welti-Escher, aus dem Musikleben Franz Abt, Louise Corrodi, Emilie Heim-Müller, Ignaz Heim, Fanny Hünerwadel, Richard Wagner und Minna Wagner sowie aus der bildenden Kunst Johann Caspar Bosshardt, Anna Fries und Adolf Rudolf Holzhalb. Mehrere Porträts entstanden auch im Umfeld des Deutsch-Französischen Krieges.
Zwischen 1840 und 1885 beteiligte sich Stockar-Escher an den Ausstellungen des Schweizer Kunstvereins und zwischen 1847 und 1872 an den Ausstellungen der Künstlergesellschaft in Zürich. 1857 wurde ihr an der Industrieausstellung in Bern eine bronzene Medaille zugesprochen. Zu ihrem 50. Geburtstag 1866 präsentierte sie in Zürich «einen großen Theil ihrer Bilder für einige Tage», wobei der Erlös einer «wohlthätigen Verwendung» zugutekam. 1883 zeigte sie sechs Aquarelle an der Schweizerischen Landesausstellung in Zürich.
Ihr Gesamtwerk umfasst gemäss dem Nachlassinventar, das ihr Sohn Egbert erstellte, 832 Blätter, darunter 605 Aquarelle und 227 Arbeiten in Skizzenbüchern. Nicht mit eingeschlossen waren hier die mindestens sieben Blätter in öffentlichem Besitz. Ein guter Fünftel  davon befindet sich in der Graphischen Sammlung der Zentralbibliothek Zürich. Weitere Werke besitzen das Schweizerische Nationalmuseum, die Kunstmuseen Basel, Bern und St. Gallen, das Kunsthaus Zürich, die Richard-Wagner-Museen in Bayreuth und Luzern, das Landesarchiv des Kantons Glarus, die Graphische Sammlung der ETH Zürich sowie Familienmitglieder.

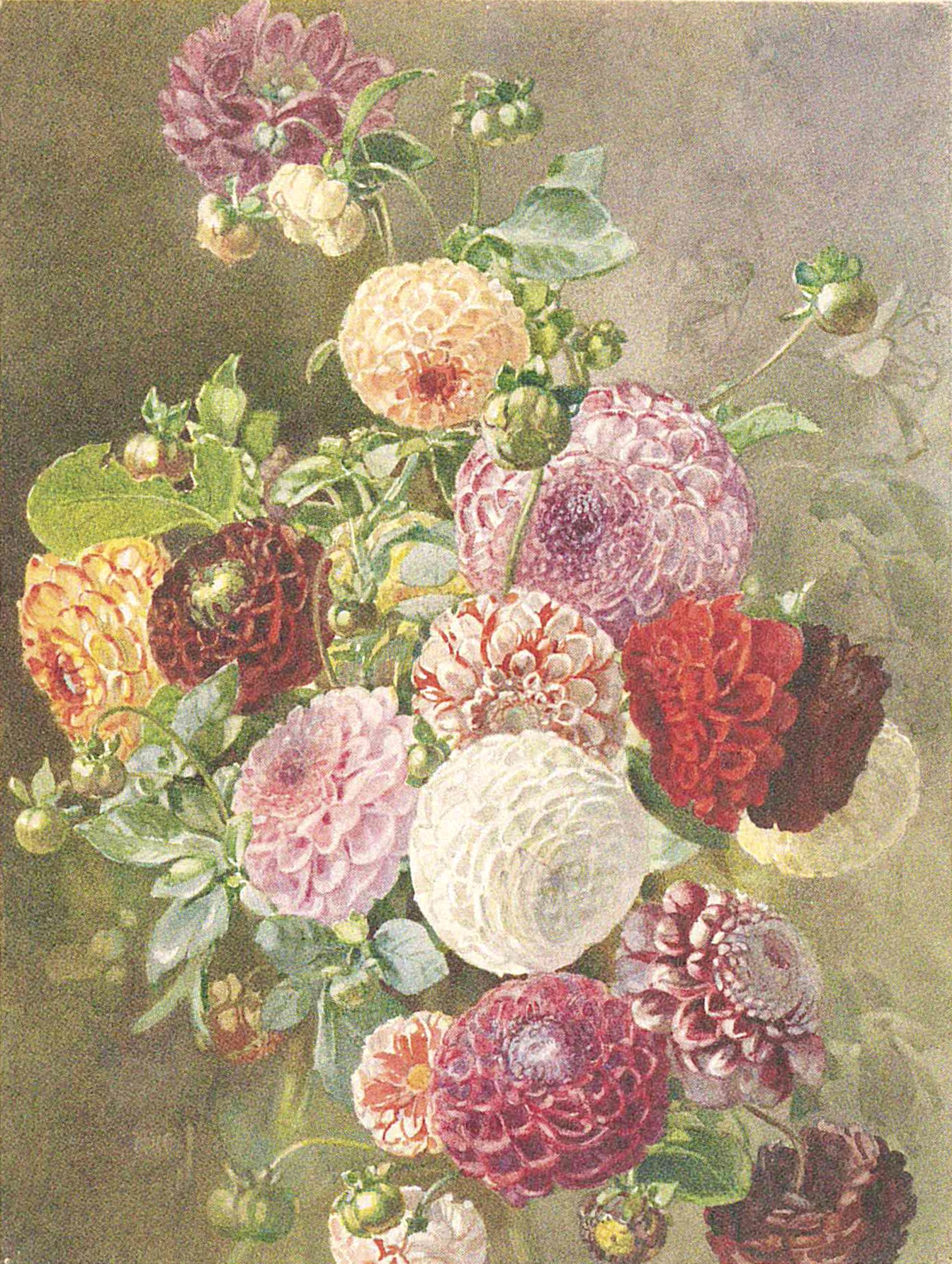
Dahlien in verschiedenen Arten (1873)
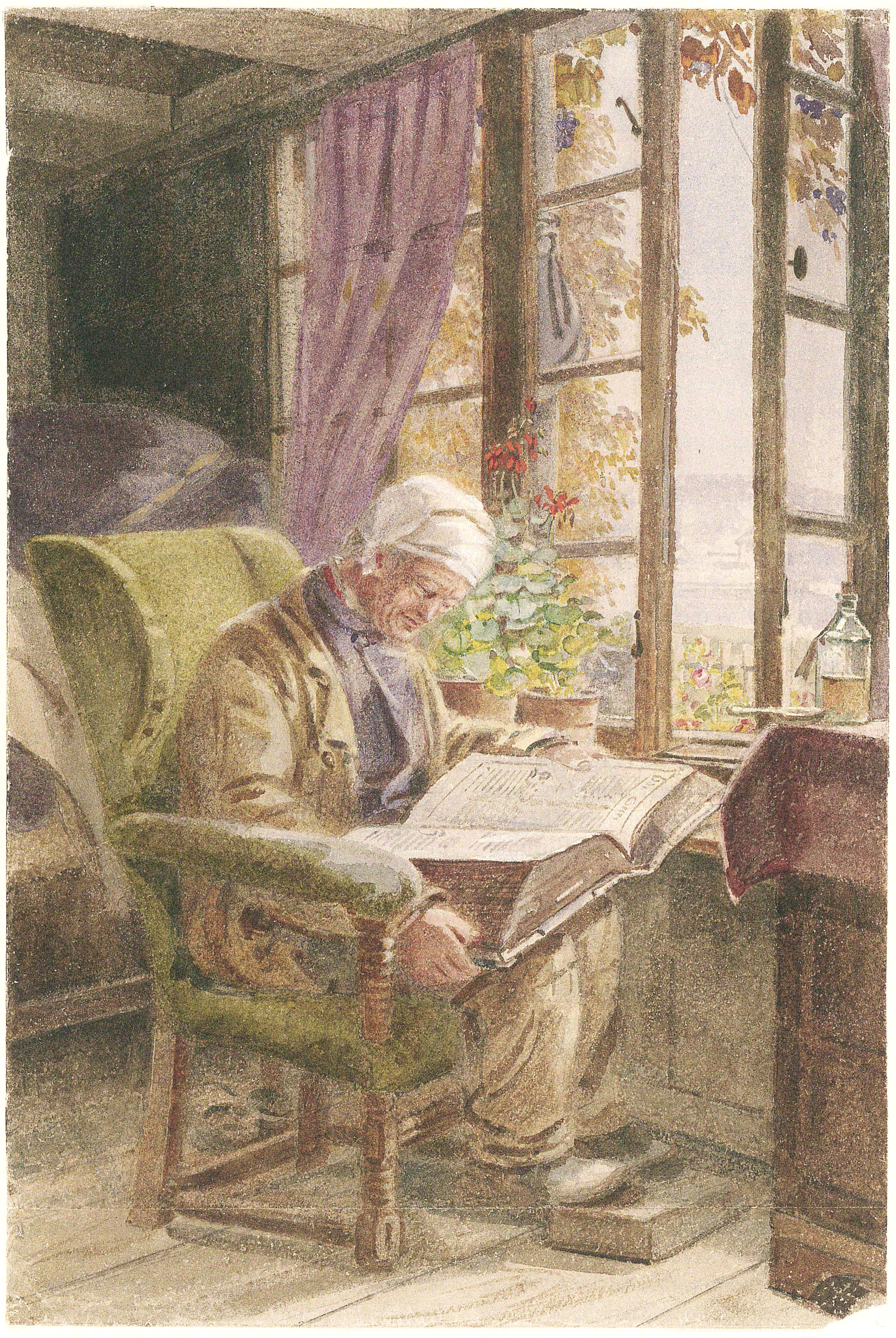
«Leibliche und geistige Arznei!» (1860)
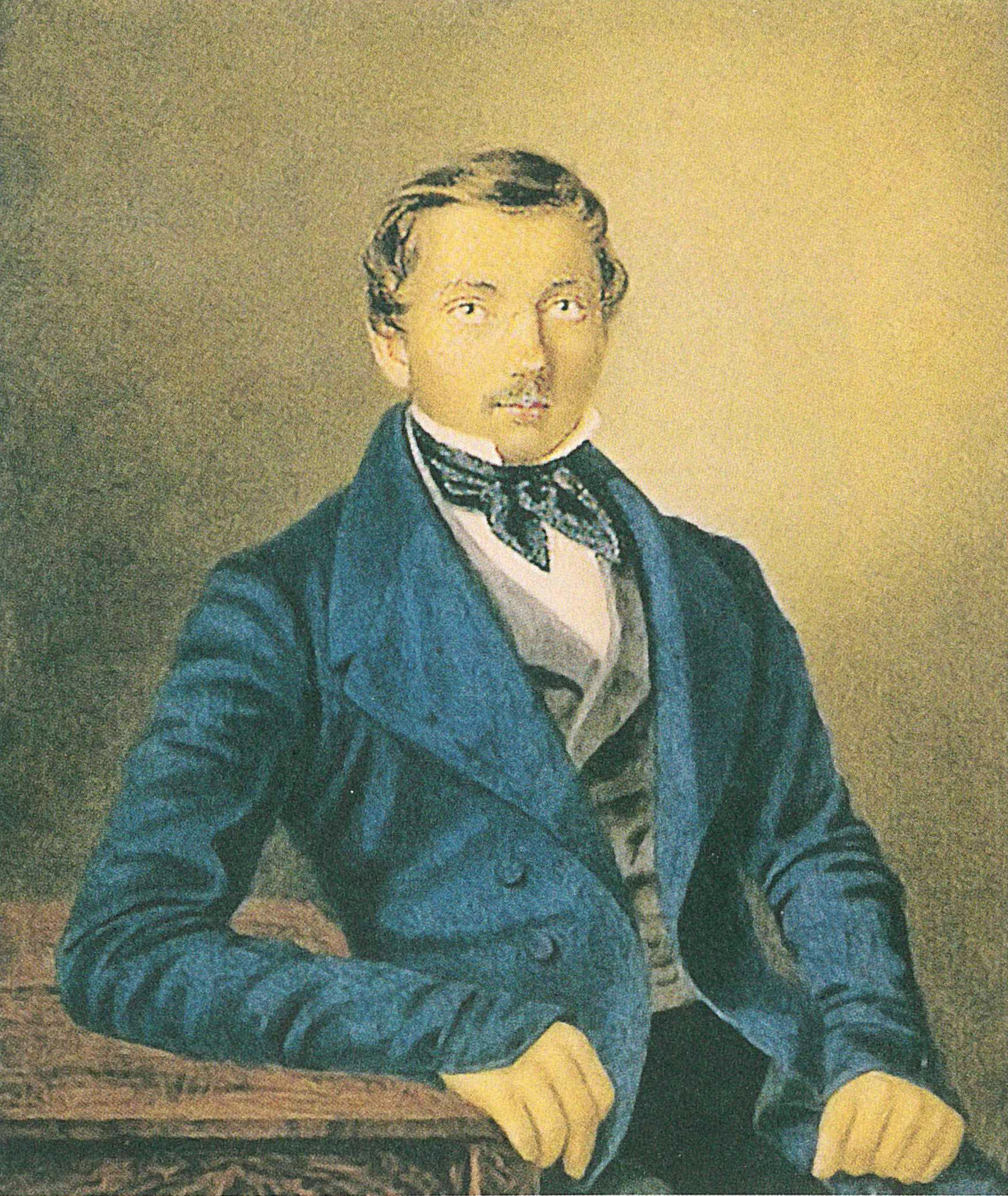
Alfred Escher (1839)
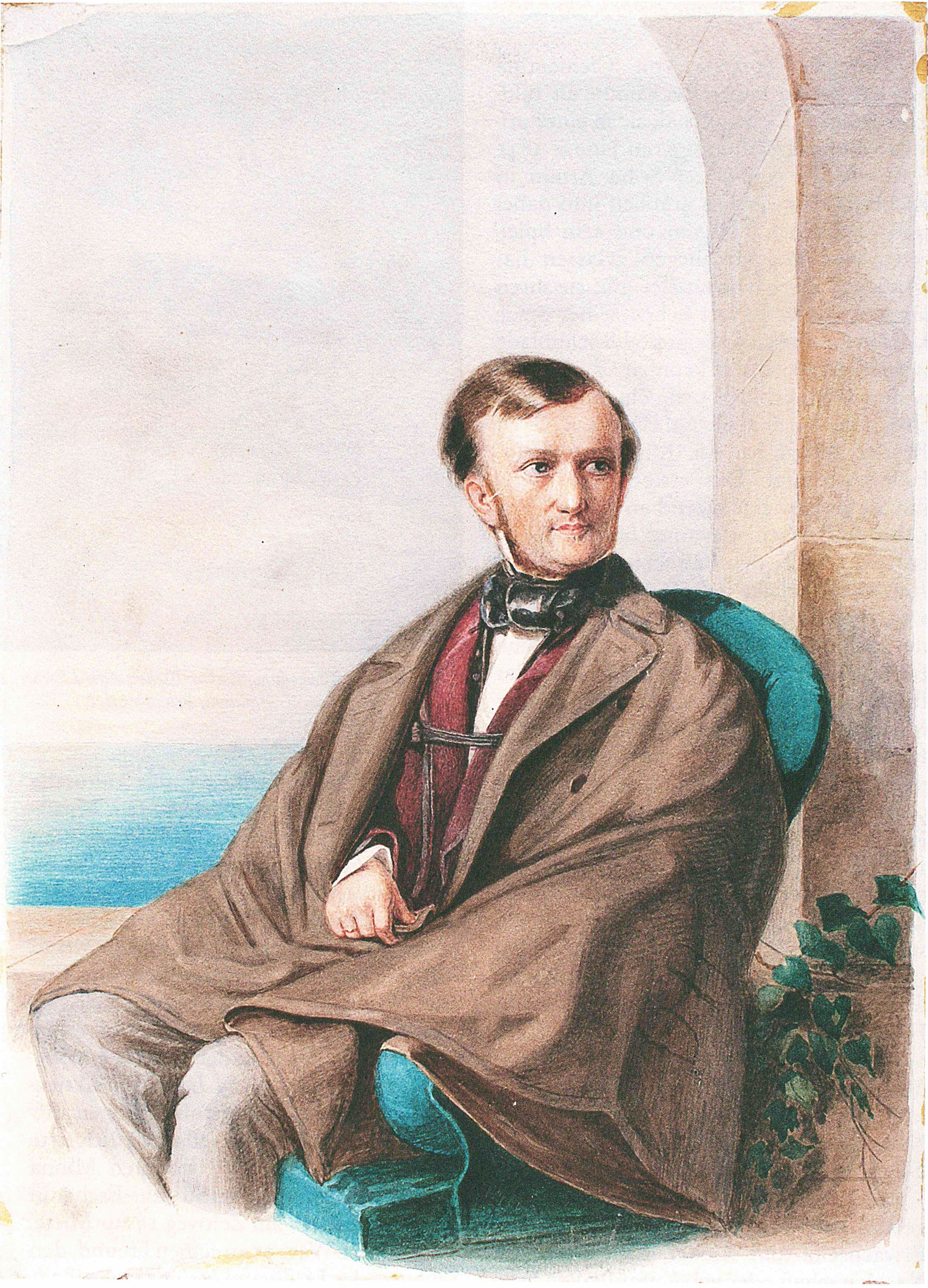
Richard Wagner (1853)

### Kunstkritik
Verschiedene berühmte Zeitgenossen rühmten ihre Arbeiten. Gottfried Keller lobte ihre «vortrefflichen Arbeiten» und ihre «meisterhafte Technik», und auch Richard Wagner war von ihrem Schaffen angetan. In Friedrich Müllers Die Künstler aller Zeiten und Völker von 1864 ging sie als «meisterhafte Darstellerin von Blumen und Vögeln nach der Natur» ein, und die Neue Zürcher Zeitung attestierte ihr 1866 eine «besonders glückhafte Begabung für Blumenmalerei». Die Eidgenössische Zeitung von 1850 lobte wiederum ihre Porträts und Genrebilder und stellte fest, dass «die Originale glücklich getroffen» seien; das Deutsche Kunstblatt strich 1853 hervor, dass die Künstlerin den Porträtierten «Individualität» zu verleihen, und die Neue Zürcher Zeitung urteilte 1866, dass es Stockar-Escher gelinge, den Menschen nicht nur «äußerliche Aehnlichkeit», sondern auch die «innere Eigenthümlichkeit» festzuhalten. Die herablassende Kritik der Deutschen Kunst-Zeitung von 1861 war hingegen weitgehend misogyn unterfüttert. Negativ fiel zuweilen auch das Urteil im 20. Jahrhundert aus: Anton Largiadèr beschrieb Alfred Eschers Porträt 1953 als «blutleer», und Bruno Weber charakterisierte die Porträts 1993 in globo als «Gesichter-Stilleben ohne psychologisierendes Eindringen».